# Blåfotad taggsvamp
Blåfotad taggsvamp (Sarcodon glaucopus) är en svampart som beskrevs av Maas Geest. & Nannf. 1969. Blåfotad taggsvamp ingår i släktet Sarcodon och familjen Bankeraceae.  Arten är reproducerande i Sverige. Inga underarter finns listade i Catalogue of Life.